# Bifrenaria atropurpurea
Bifrenaria atropurpurea Lindl. (1832) es una especie de orquídea de hábito epífita o litófita nativa de Brasil. Este es el tipo de especie para el género.

## Distribución y hábitat
Es nativa de la Mata Atlántica de Brasil, en la zona sureste, donde se encuentran en espacios abiertos, generalmente en las rocas encontradas en elevaciones de 200 a 2000 m s. n. m. en las montañas y los bosques tropicales húmedos.

## Características
Esta es una especie brasileña de mediano tamaño, que prefiere clima cálido a fresco, son epífitas o litófitas  con pseudobulbos en forma de huevo y una solitaria hoja de 25 cm de largo, apical, amplia-elíptica, acuminada, erecta, glabra y coriácea que tiene 3 venas prominentes por el envés. Florece  en una inflorescencia de 7.5 cm de largo, basal, semi-erecta, resultante de una inflorescencia del recién madurado pseudobulbo con 3 a 5 flores carnosas y fragantes de 5.5 cm de longitud. Produce la floración  en la primavera y el verano en Brasil.

## Taxonomía
Bifrenaria atropurpurea fue descrito por John Lindley y publicado en The Genera and Species of Orchidaceous Plants 152. 1832.
Etimología
Bifrenaria: nombre genérico que deriva de las palabras griegas: bi (dos); frenum freno o tira. Aludiendo a los dos tallos parecidos a tiras, estipes que unen los polinios y el viscídium. Esta característica las distingue del género Maxillaria.

atropurpurea: epíteto latino que significa "púrpura oscuro".
Sinonimia
- Bifrenaria atropurpurea var caparaoensis Brade Hoehne 1950;
- Bifrenaria caparaoensis Brade 1943;
- Maxillaria atropurpurea Lodd. 1832;[1][6][7]